# Tillandsia 'Dura Flor'
Tillandsia 'Dura Flor' es un cultivar híbrido del género Tillandsia perteneciente a la familia Bromeliaceae.
Es un híbrido creado en el año 1992 con las especies Tillandsia balbisiana × Tillandsia  fasciculata 'Fortuna'.